# Platform voor InformatieBeveiliging
Het Platform voor InformatieBeveiliging of PvIB is een beroepsvereniging waarin professionals op het gebied van informatiebeveiliging ideeën en kennis uitwisselen.

## Doel
Het PvIB is op 12 juli 2007 ontstaan door een fusie van het GvIB en het Platform Informatiebeveiliging.
De missie van het PvIB luidt als volgt:
"Het PvIB is het kenniscentrum op het gebied van Informatiebeveiliging in Nederland. Het PvIB wil herkend worden als platform waar informatie, kennis en ervaring over informatiebeveiliging wordt verzameld, verbeterd, verrijkt en weer wordt uitgedragen. Het PvIB verenigt alle betrokkenen en geïnteresseerden in het vakgebied Informatiebeveiliging.".
Het PvIB heeft ruim 1400 individuele leden en circa 50 bedrijfslidmaatschappen.
Ook kent het PvIB een Young Professionals sectie, waar onder meer stages en coaching worden aangeboden.

## Activiteiten
Het PvIB organiseert diverse activiteiten, sommige ervan samen met andere organisaties.
- Themabijeenkomsten
- Expertsessies
- Stand en lezingen op de Infosecurity.nl vakbeurs
- Security congres (samen met NOREA en de Nederlandse afdeling van ISACA)
- IBO, Informatiebeveiligingsoverleg voor managers van aangesloten bedrijfslidmaatschappen
- IB Opleidingenmarkt (twee-jaarlijks)

Jaarlijks wordt op het Security Congres de Joop Bautz Information Security Award uitgereikt aan een veelbelovend talent. Nominaties komen voort uit afstudeeropdrachten op het gebied van Informatiebeveiliging van studenten aan hogescholen en universiteiten.

## Publicaties
Het PvIB publiceert het vakblad Informatiebeveiliging dat 8 maal per jaar verschijnt. Enkele keren per jaar is de uitgave een special, zoals Security Awareness en IT Forensics).
Jaarlijks publiceert het PvIB het boekje Trends in Informatiebeveiliging.
Regelmatig verschijnen er Expertbrieven. Dat zijn documenten die in een creatieve workshop door een aantal experts op het vakgebied worden samengesteld. 
De meeste publicaties verschijnen onder een Creative Commons licentie.